# Герб Інгулецького району
Герб Інгулецького району — герб однойменного району Кривого Рогу.

## Опис герба
Щит, напівкруглий (поділений на три частини по горизонталі), білого, червоного та зеленого кольорів. На білому полі напис «Інгулецький район».
На червоному полі — головна фігура емблеми: символічне сонце та три елемента, що символізують промислові підприємства району. На зеленому полі зображення річки Інгулець. У нижній частині щита — два дубових листка та дата заснування району.
Щит вписаний в декоративний картуш.

## Символіка фігур
Основна фігура емблеми — на тлі сонця, що сходить, схематичне зображення промислових підприємств району — символізує життя, енергію, тепло, достаток та добробут.
Крім того, на емблемі є умовне зображення річки Інгулець, яка дала назву району. Дубові листки, що відображенні в нижній частині щита — це передусім символ сили, міцності, багатства, глибокого
коріння та духовного відродження.
Емблема містить дату заснування району — 1962 рік.

## Символіка кольорів
Основні кольори емблеми району червоний та зелений — кольори Кривого Рогу. Первинні значення кольорів у геральдиці:
- зелений — достаток, свобода, надія, радість, здоров'я;
- червоний — хоробрість, мужність, любов;
- золото — багатство, сила, вірність, справедливість;
- синій — чесність, вірність;
- блакитний — істина, честь, колір води;
- білий — мир, чистота, непорочність.